# NGC 2851
NGC 2851 is een lensvormig sterrenstelsel in het sterrenbeeld Waterslang. Het hemelobject werd op 27 februari 1886 ontdekt door de Amerikaanse astronoom Lewis A. Swift.

## Synoniemen
- MCG -3-24-8
- PGC 26422